# Valéran II de Montjoie
Valéran II de Montjoie (en all. Walram II.) († 1242) était seigneur de Montjoie et à partir d'environ 1237, également seigneur de Poilvache. Depuis la mort de son père en 1226, il était également Mambour du Luxembourg pour sa belle-mère Ermesinde et son demi-frère Henri V.
Valéran était le troisième fils de Waléran III de Limbourg (aussi en all. Walram IV), duc de Limbourg et comte de Luxembourg, et de Cunégonde de Lorraine (aussi en all. Kunigunde von Monschau).
Avant 1214, il épousa Elisabeth de Bar, dame de Poilvache, la fille de Thiébaut Ier de Bar, comte de Bar, et Ermesinde de Luxemburg. Ils ont eu au moins trois enfants :
- Walram III, seigneur de Montjoie († 1266). Il était marié à Jutta von Ravensberg (de), fille du comte Othon II de Ravensberg (nl) et de Sophia von Oldenburg († 1302) ;
- Bertha († 1254), mariée 1) avec le comte Thierry II de Hochstaden[3] († 1246) et 2) Thierry II[4], seigneur de Valkenburg († 1268) ;
- Elisabeth, mariée avec Arnold II von Stein.